# Липомоделирование
Липомоделирование — малотравматичная пластическая операция, предполагающая использование собственного жира для устранения косметических дефектов тела. Данный вид коррекции восстанавливает контуры фигуры, выравнивает рельеф. Процедура липомоделирования появилась в начале 21 века, её методика постоянно совершенствуется. Липомоделирование помогает убрать неровности на теле, например, омолодить кисти рук.

## Показания
- нарушенные контуры тела (напр., замещения дефектов тканей, образовавшихся после травм или операций);
- неэстетичный рельеф бедер и линии живота;
- асимметрия груди;
- синдром Поланда[1];
- Х-образное искривление ног.

## Процедура
В зависимости от объемов хирургического вмешательства применяется как местное обезболивание, так и общая анестезия. Аспирационная жировая ткань при помощи шприца из «проблемных зон» перемещается в другие анатомические зоны. Воздействие шприца атравматично и оставляет после себя минимальные следы. По окончании операции на обработанные участки наклеиваются специальные стягивающие пластыри, которые уменьшают вероятность образования отеков.